# Harold Walter Bailey
Harold Walter Bailey, FBA (16 de dezembro de 1899 - 11 de janeiro de 1996), que publicou como H. W. Bailey, foi um eminente estudioso inglês de cotanês, sânscrito e o estudo comparativo das línguas iranianas.

## Vida
Bailey nasceu em Devizes, Wiltshire, e cresceu a partir dos 10 anos em uma fazenda em Nangeenan, Austrália Ocidental, sem educação formal. Enquanto crescia, ele aprendeu alemão, italiano, espanhol, latim e grego com livros domésticos e russo com um vizinho. Depois de se interessar pelas letras em caixas de chá da Índia, ele adquiriu um livro de seleções da Bíblia traduzidas para idiomas com escritos não europeus, incluindo tâmil, árabe e japonês. Quando saiu de casa, estava lendo em avéstico também.
Em 1921, ele ingressou na Universidade da Austrália Ocidental para estudar clássicos. Em 1927, após concluir seu mestrado em Eurípides, ele ganhou uma Hackett Studentship to Oxford, onde ingressou na Delegação de Estudantes Não Colegiados, mais tarde na St Catherine's College. Lá, ele estudou com Frederick William Thomas.
Depois de se formar com honras de primeira classe em 1929, Bailey foi nomeado Professor de Comunidade Parsee na então London School of Oriental Studies. Em 1936, Bailey tornou-se professor de sânscrito (sucedendo a E. J. Rapson, que ocupava o cargo desde 1906) e membro do Queens' College, Cambridge; ele foi sucedido na SOAS por W. B. Henning. Durante a Segunda Guerra Mundial, ele trabalhou no Instituto Real de Relações Internacionais.
Bailey se aposentou em 1967. Após sua morte, ele deixou sua enorme biblioteca para a Ancient India and Iran Trust, em Cambridge.

## Trabalhos
Bailey foi descrito como um dos maiores orientalistas do século XX. Dizia-se que ele lia mais de 50 idiomas.
Em 1929, Bailey iniciou sua tese de doutorado, uma tradução com notas do Greater Bundahishn, um compêndio de escritos zoroastrianos em persa médio, registrado nos escritos de Pahlavi. Ele se tornou o principal especialista do mundo no dialeto khotanese da língua saca, a língua iraniana medieval do Reino de Khotan (moderno Xinjiang). Sua motivação inicial para o estudo de Khotanese era um interesse na possível conexão com os Bundahishn. Mais tarde, ele passou seu material para Kaj Barr.
Ele era conhecido por suas palestras imensamente eruditas e uma vez confessou: "Conversei por dez horas e meia sobre o problema de uma palavra sem abordar o problema adicional de seu significado".

## Publicações selecionadas
- Codices khotanenses, Copenhague: Levin e Munksgaard, 1938.
- Zoroastrian problems in the ninth-century books, Oxford: The Clarendon Press, 1943.
- Khotanese texts, Cambridge: The University Press, 1945
- Khotanese Buddhist texts, Londres: Taylor's Foreign Press, 1951.
- Sad-dharma-puṇḍarīka-sūtra, Canberra: Universidade Nacional Australiana, Faculdade de Estudos Asiáticos, 1971.
- Dictionary of Khotan Saka. Cambridge University Press. 1979. 1ª edição de bolso de 2010. ISBN 978-0-521-14250-2.
- The culture of the Sakas in ancient Iranian Khotan, Delmar, NY: Caravan Books, 1982.

## Honras e prêmios
Bailey foi eleito membro da Academia Britânica em 1944 e, posteriormente, membro das academias dinamarquesa, norueguesa e sueca. Ele recebeu diplomas honorários de quatro universidades, incluindo Oxford; serviu como presidente da Sociedade Filológica, da Royal Asiatic Society, da Society for Afghan Studies e da Society of Mithraic Studies; e presidiu a Sociedade Anglo-Iraniana e a Índia Antiga e o Iran Trust. Ele foi cavaleiro por serviços aos estudos orientais em 1960.